# Baby Keem
Хайкім Джамал Картер-молодший (народився 22 жовтня 2000 року), професійно відомий як Baby Keem, американський репер, співак, автор пісень і продюсер із Лас-Вегаса, штат Невада. Він здобув визнання після виходу синглу «Orange Soda» зі свого другого мікстейпу Die for My Bitch (2019). Пізніше співпрацював з Каньє Вестом над піснею «Praise God», яка увійшла до 20 найкращих в американському чарті Billboard Hot 100.
Його дебютний студійний альбом The Melodic Blue випущений у вересні 2021 року Columbia Records і pgLang. Альбом дебютував на п'ятому місці в чарті Billboard 200. Сингл «Family Ties» за участю його двоюрідного брата Кендріка Ламара увійшов до другого топ-20 у Billboard Hot 100 і отримав премію Греммі за найкраще реп-виконання. До альбому також увійшли пісні «Durag Activity» разом із Тревісом Скоттом та «Range Brothers» з Ламаром.

## Музична кар’єра
Baby Keem є автором і продюсером пісень у проєкті свого двоюрідного брата Кендріка Ламара, Black Panther: The Album, учасника TDE Jay Rock's Redemption, Schoolboy Q Crash Talk і пісні «Nile» з Disney The Lion King: The Gift. Baby Keem працював з продюсером звукозапису Кардо над його двома мікстейпами, The Sound of a Bad Habit (2018) і Die for My Bitch (2019).
У березні 2020 року Baby Keem був представлений у візуальній місії компанії Кендріка Ламара та Дейва Фрі, pgLang. У серпні 2020 року стало відомо, що він включений до списку фрешменів XXL 2020 року.
18 вересня 2020 року Baby Keem повернувся з релізом двох нових пісень, «Hooligan» та «Sons & Critics Freestyle». Потім випустив «No Sense» 5 березня 2021 року. 30 квітня Baby Keem випустив "Durag Activity" з Тревісом Скоттом. За піснею послідувала ще одна співпраця з двоюрідним братом Кендріком Ламаром під назвою «Family Ties», яка випущена 27 серпня 2021 року. Ці пісні представлені в дебютному студійному альбомі Baby Keem The Melodic Blue, який вийшов 10 вересня 2021 року. Альбом також включав сингл "Issues", який Baby Keem виконав на The Tonight Show з Джиммі Феллоном, спільну роботу з Доном Толівером під назвою "Cocoa", треки "Vent" і "Range Brothers". Baby Keem також з'явився на десятому студійному альбомі Каньє Веста Donda у пісні «Praise God» разом із Тревісом Скоттом.
3 квітня 2022 року Baby Keem разом із Кендріком Ламаром отримав премію Греммі за найкраще реп-виконання за «Family Ties».

## Дискографія

### Студійні альбоми
- The Melodic Blue (2021)

### Мікстейпи
- The Sound of Bad Habit (2018)
- Die for My Bitch (2019)

### EP
- Oct (as Hykeem Carter) (2017)
- Midnight (as Hykeem Carter) (2018)
- No Name (as Hykeem Carter) (2018)
- Hearts & Darts (2018)